# Klapý
Klapý (en allemand : Klapay) est une commune du district de Litoměřice, dans la région d'Ústí nad Labem, en République tchèque. Sa population s'élevait à 480 habitants en 2021.

## Géographie
Klapý est arrosé par la Rosovka, un affluent de l'Ohře, et se trouve au pied du mont Hazmburk (418 m), à 4 km au nord-ouest de Libochovice, à 15 km au sud-ouest de Litoměřice, à 26 km au sud d'Ústí nad Labem et à 51 km au nord-ouest de Prague.

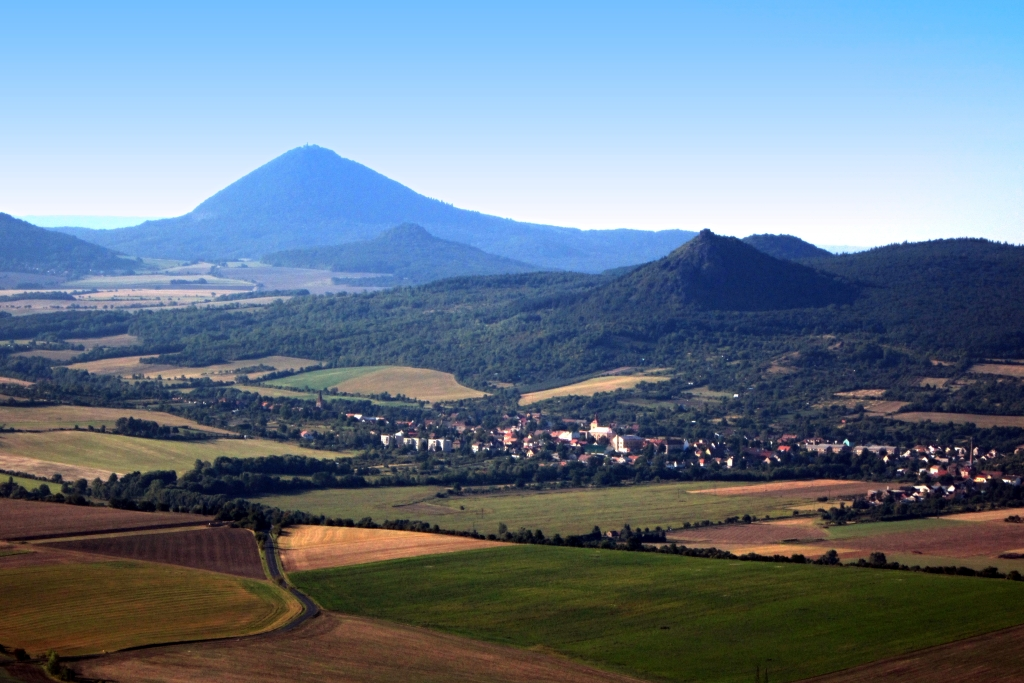
Le village de Klapý dominé par le Hazmburk.

Située au sud-est de la région d'Usti nad Labem, la commune est limitée au nord par Chodovlice et Sedlec, à l'est par Slatina et Libochovice, au sud par Křesín et à l'ouest par Koštice et Lkáň.

## Histoire
La première mention écrite du village date de 1197.

## Patrimoine
Au sommet du mont Hazmburk, qui domine le village, se trouvent les ruines d'un château médiéval.

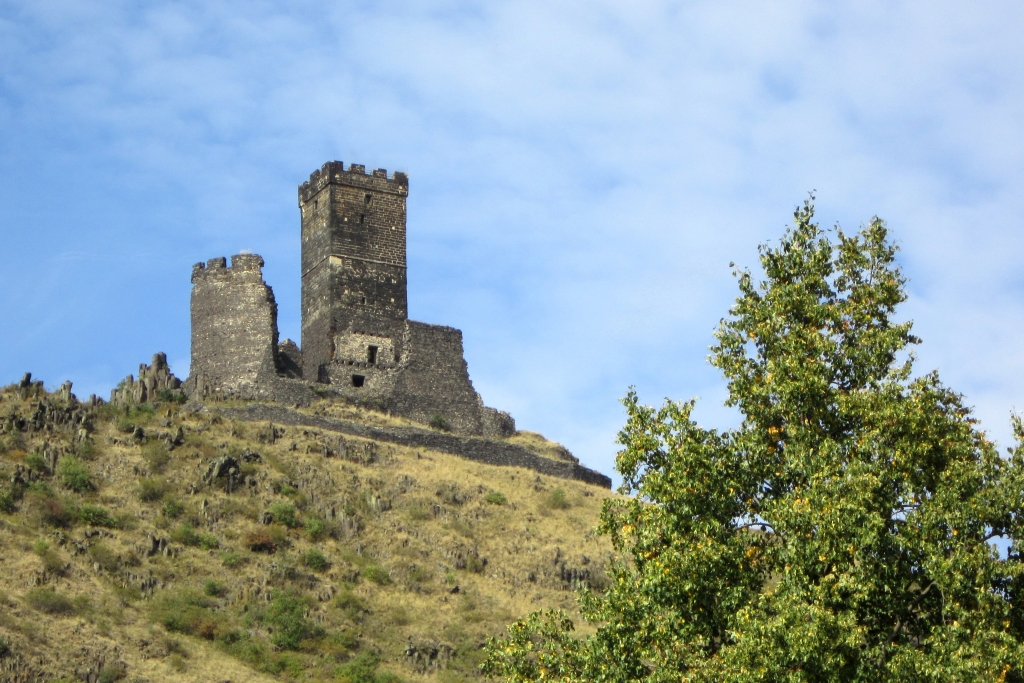
Château de Hazmburk.
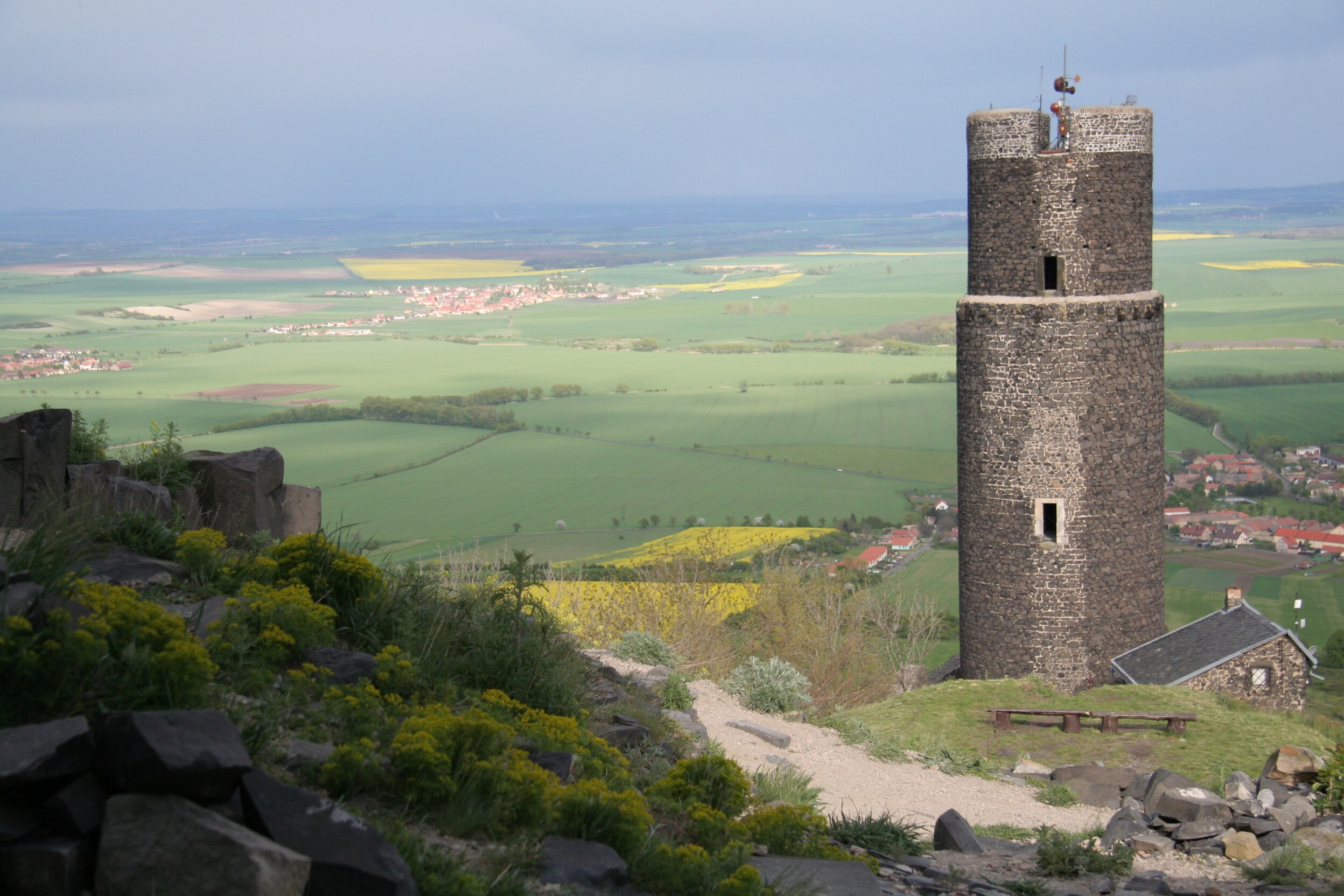
La tour noire du château.

## Transports
Par la route, Keblice se trouve à 5 km de Libochovice, à 20 km de Litoměřice, à 32 km d'Ústí nad Labem et à 65 km de Prague.